# アクチエボラグ
アクチエボラグ（典: Aktiebolag）とは、有限責任会社を意味するスウェーデン語の単語。日本における株式会社に相当する。社名に使用する場合は「AB」（スウェーデン）、「Ab」(フィンランド)、古い形式では「A/B」という表記も用いられる。スウェーデンでは企業登録局が会社登録を担当する。

## スウェーデン
スウェーデンにおける法的な区分では、アクチエボラグは非公開有限責任会社（非公開会社）と公開有限責任会社（公開会社）に分けられる。非公開会社の名前にpublikt、公開会社の名前にprivatまたはprvという単語を含めることはできない。

### 公開会社
公開有限責任会社はパブリーク・アクチエボラグ（publikt aktiebolag）と呼ばれ、法的にはスウェーデンでは「AB(publ)」、フィンランドでは「Abp」と表記される。スウェーデンの公開有限責任会社は最低50万クローナ(約660万円)の資本金を必要とし、株式は株式市場に公開することができる。スウェーデン会社登録局によれば、「(publ)」の接尾語は時おり省略されるが、社名から有限責任公社であることが理解しがたい場合には省略すべきではないとしている。

### 非公開会社
スウェーデンの非公開有限責任会社（privat aktiebolag）は最低資本金は2.5万クローネである。有限責任会社を規制するスウェーデンの主な法令は、会社法（Aktiebolagslagen (ABL) 2005:551）および有限会社条例（Aktiebolagsförordningen 2005:559）で、親会社と子会社は別個の法人および法的人格であると規定されている。

### スウェーデンのアクチエボラグの例
スウェーデンの会社名として、EA Digital Illusions CE AB、Ericsson AB、MySQL AB, Mojang AB, Spotify AB, Scania ABなどが知られる。また、略称に由来する商号としてABを含むものにSSAB AB（旧称：Svenskt Stål AB）、HIAB（Hydrauliska Industri AB）, ESAB（Elektriska Svetsnings-Aktiebolaget）、LKAB（Luossavaara-Kiirunavaara Aktiebolag）がある。

## フィンランド
アクチエボラグという用語はスウェーデン・フィンランド語でもフィンランド語のosakeyhtiöと並用され、どちらの用語を選択するか、あるいは先に並べるかによって企業内で使用されている言語を示す傾向がある。